# Lili Frankenstein
Lili Ottilie Frankenstein (geboren 9. November 1889 in Aachen; gestorben 1942 im Ghetto Izbica) war eine deutsche Gymnasiallehrerin und Klassische Archäologin.

## Leben
Lili Ottilie Frankenstein stammte aus einer jüdischen Familie. Ihre Eltern waren der Kaufmann Julius Frankenstein (1852–1938) und seine Frau Hedwig geb. Gräfenberg (1869–1941), die Tochter des Göttinger Kaufhausbesitzers Nathan Gräfenberg. Lili wuchs mit ihren zwei jüngeren Schwestern Ida (1891–1952) und Louise (1896–1992) in Aachen auf. Sie besuchte zunächst die Viktoriaschule in Aachen, wechselte dann ab der Obertertia auf das Mädchengymnasium in Köln und legte am 21. und 26. März 1909 am dortigen Kaiser-Wilhelm-Gymnasium die Reifeprüfung ab. Anschließend ging sie zum Sommersemester 1909 an die Universität Göttingen, um Klassische Philologie, Philosophie und Germanistik zu studieren. Zum Wintersemester 1910/11 wechselte sie an die Universität Bonn und zum Wintersemester 1911/12 an die Universität Greifswald. Ab März 1914 bereitete sie sich auf die Lehramtsprüfung vor, aber nach dem Ausbruch des Ersten Weltkriegs unterbrach sie ihre Vorbereitungen und vertrat eine Lehrerstelle an der Viktoriaschule in Aachen (vom 10. September 1914 bis zum 30. März 1915). Am 21. und 22. Januar 1916 legte sie in Greifswald die Lehramtsprüfung in den Fächern Latein, Griechisch, philosophische Propädeutik und Deutsch ab; eine Erweiterungsprüfung am 3. August 1916 brachte ihr die Lehrberechtigung im Fach Deutsch für alle Klassen ein.
Von Ostern 1916 bis Ostern 1918 absolvierte Lili Frankenstein den Vorbereitungsdienst für das höhere Lehramt und zwar zuerst das Seminarjahr an der Königlichen Augustaschule in Berlin-Steglitz. Daneben unterrichtete sie vertretungsweise an der Augusta-Viktoria-Schule in Berlin-Charlottenburg, wo sie zu Ostern 1917 das Probejahr antrat. Die zweite Hälfte des Probejahrs ab Dezember 1917 leistete sie an der Fürstin-Bismarck-Schule in Charlottenburg ab und wurde dort am 1. April 1918 als Hilfsoberlehrerin angestellt. Nach zwei Jahren ließ sie sich von dieser Stelle beurlauben, um ihr Studium an der Universität Greifswald zu vertiefen. Sie verfasste bei Erich Pernice eine Dissertation über Tarentiner Terrakotten. Am 17. Mai 1921 wurde sie zum Dr. phil. promoviert und am 23. Juli 1921 legte sie eine Zusatzprüfung in den Fächern Archäologie und Kunstgeschichte ab.
Vom 9. November 1921 bis zum August 1922 unterrichtete Lili Frankenstein als Lehrerin und Erzieherin an der Odenwaldschule im hessischen Ober-Hambach. Anschließend hatte sie Schwierigkeiten, eine Anstellung zu finden. Nach wechselnden Anstellungen (auch außerhalb des Lehrerberufs) war sie ab dem 27. April 1926 als Studienassessorin an verschiedenen Schulen in der Rheinprovinz tätig: bis 8. April 1927 am Städtischen Lyzeum in Krefeld, ab April 1927 am Städtischen Oberlyzeum in Rheydt und ab dem 17. April 1928 an der Städtischen Victoriaschule in Essen. Am 1. April 1930 wurde sie zur Studienrätin ernannt, arbeitete aber weiterhin als Assessorin (ab dem 1. Mai 1930 an der Städtischen Studienanstalt in Duisburg). Im Oktober 1931 erhielt sie eine Festanstellung als Studienrätin in Düsseldorf, wo sie an der Städtischen Augusta-Victoria-Schule unterrichtete.
In der Zeit des Nationalsozialismus erfuhr Lili Frankenstein alle Stufen der Unterdrückung. Zum 17. September 1933 wurde sie nach § 3 des Gesetzes zur Wiederherstellung des Berufsbeamtentums in den Ruhestand versetzt. Ihr Vater protestierte gegen diese Maßnahme mit einem Brief, aber ohne Erfolg. In den folgenden Jahren lebte Lili Frankenstein bei ihren Eltern in Aachen; ihr Vater starb 1938. Während ihre jüngeren Schwestern nach Schweden bzw. in die Schweiz emigrierten, blieb Lili Frankenstein in Aachen und pflegte ihre Mutter. Ihr Elternhaus wurde 1940 enteignet. Nach dem Tod der Mutter musste Lili Frankenstein ihre Wohnung im September 1941 verlassen. Am 2. April 1942 wurde sie ins Ghetto Izbica in Polen deportiert, wo sie kurz darauf starb. Sie wurde 1948 vom Amtsgericht Aachen für tot erklärt.

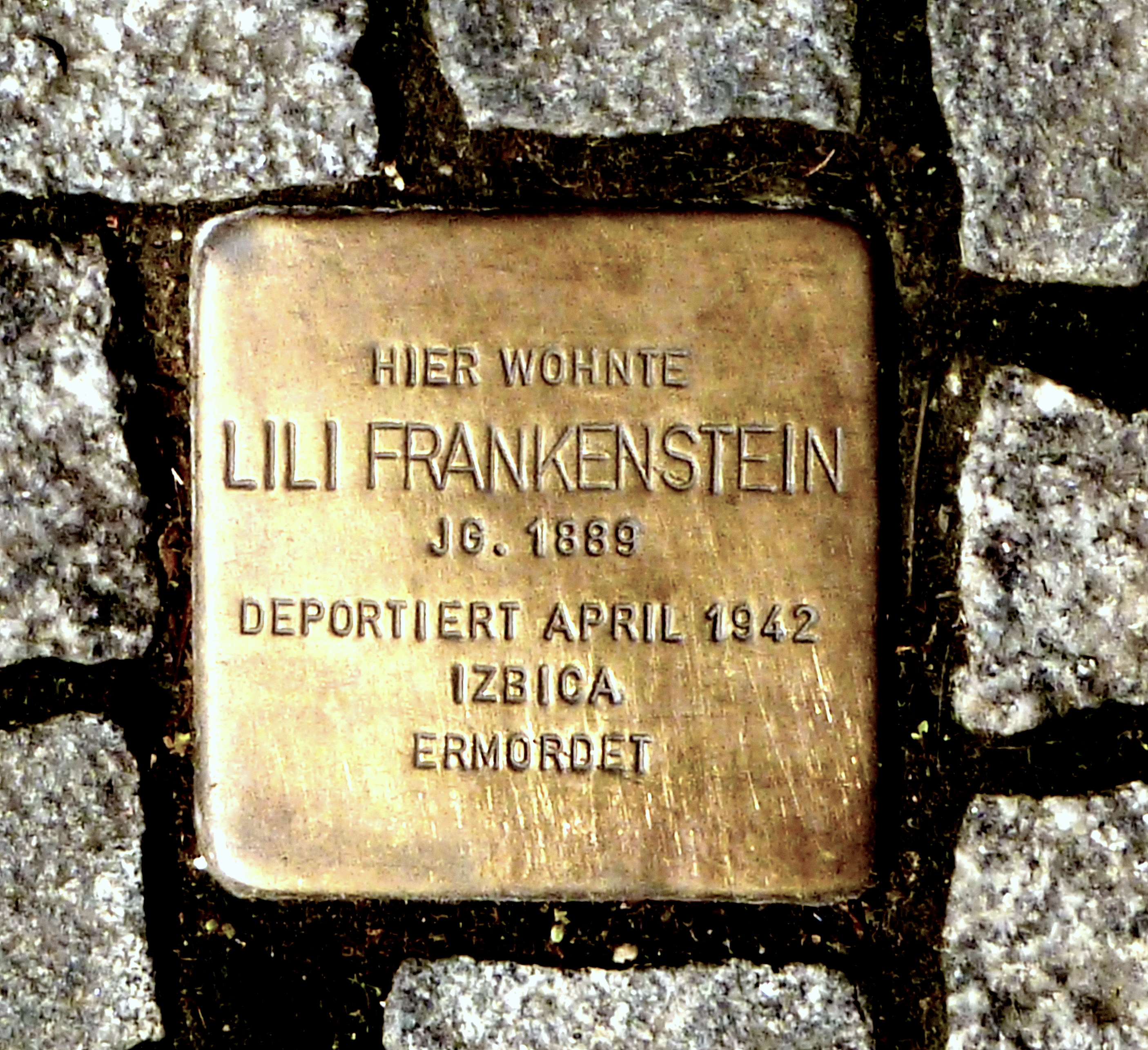
Stolperstein mit Lili Frankensteins Namen

Vor Lili Frankensteins Wohnhaus in Aachen (Triebelstr. 2) erinnert seit 2009 ein Stolperstein an sie.
Abgesehen von ihrer Dissertation, die nur im Auszug erschien, veröffentlichte Lili Frankenstein 31 Artikel in Paulys Realenzyklopädie der klassischen Altertumswissenschaft (RE).

## Schriften
- Tarentiner Terrakotten. Studien zur Kunstgeschichte Großgriechenlands. Adler, Greifswald 1921 (Auszug der Dissertation)